# Mariahilf
Mariahilf Bécs VI. kerülete. Mariahilf Innere Stadt, Wieden, Margareten, Meidling, Rudolfsheim-Fünfhaus és Neubau községekkel határos.

## Részei
|  | - Gumpendorf - Laimgrube - Magdalenengrund - Mariahilf - Windmühle |

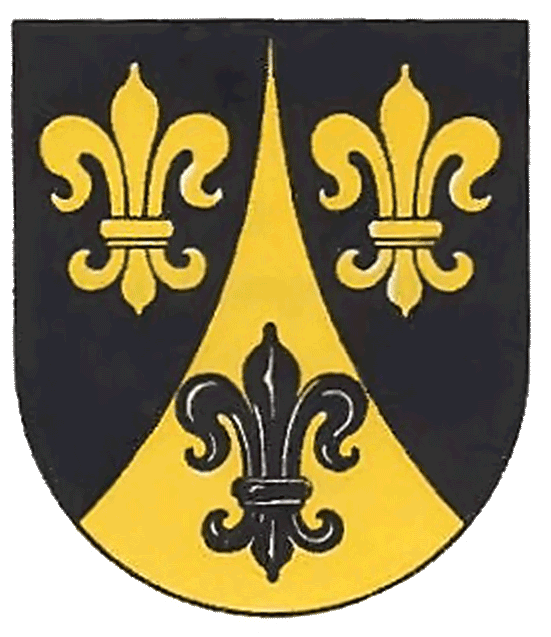
Gumpendorf
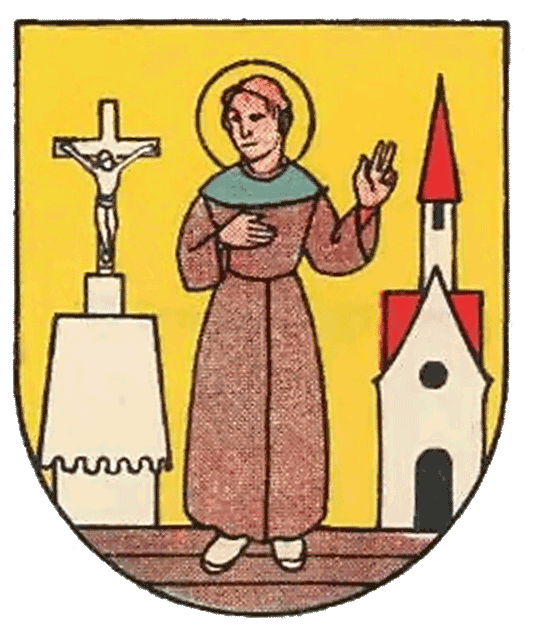
Laimgrube
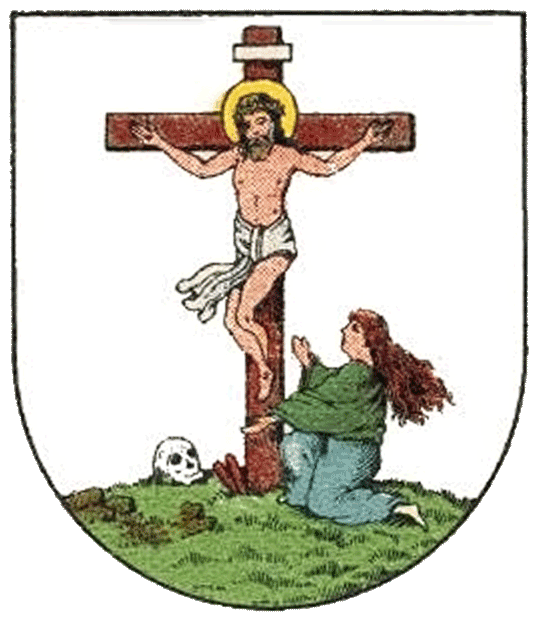
Magdalenengrund
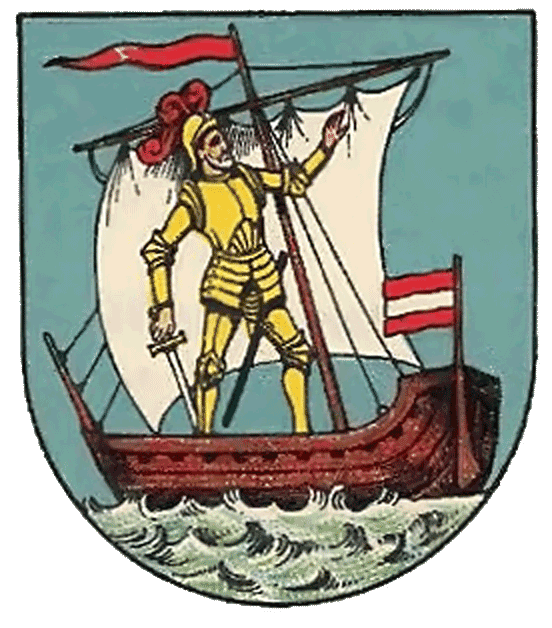
Mariahilf
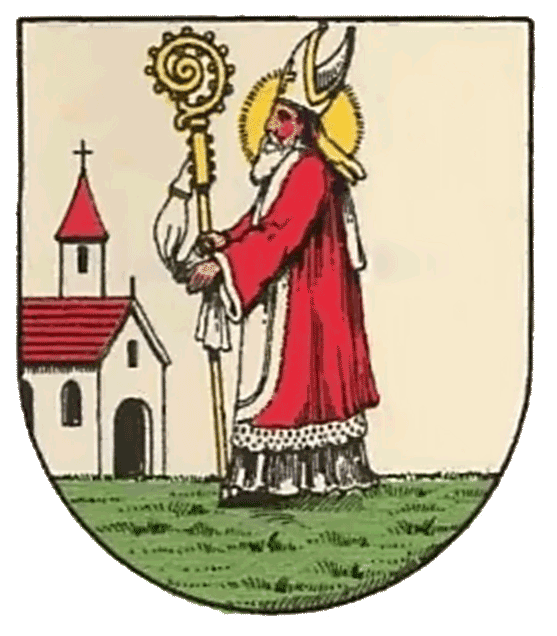
Windmühle (Windmühlgrund)

## Története
Gumpendorf és Laimgrube falvakat először a 12. ill. 13. században említik.
1850-ben öt külvárosat beolvasztattak Bécsbe Mariahilf névvel mint az ötödik kerület. 1861-ben a Wieden felosztásával Mariahilf lett a hatadik kerület.

## Látnivalók
- Theater an der Wien
- Raimundtheater
- Naschmarkt
- Esterházypark
- Üvegmúzeum

## Képek

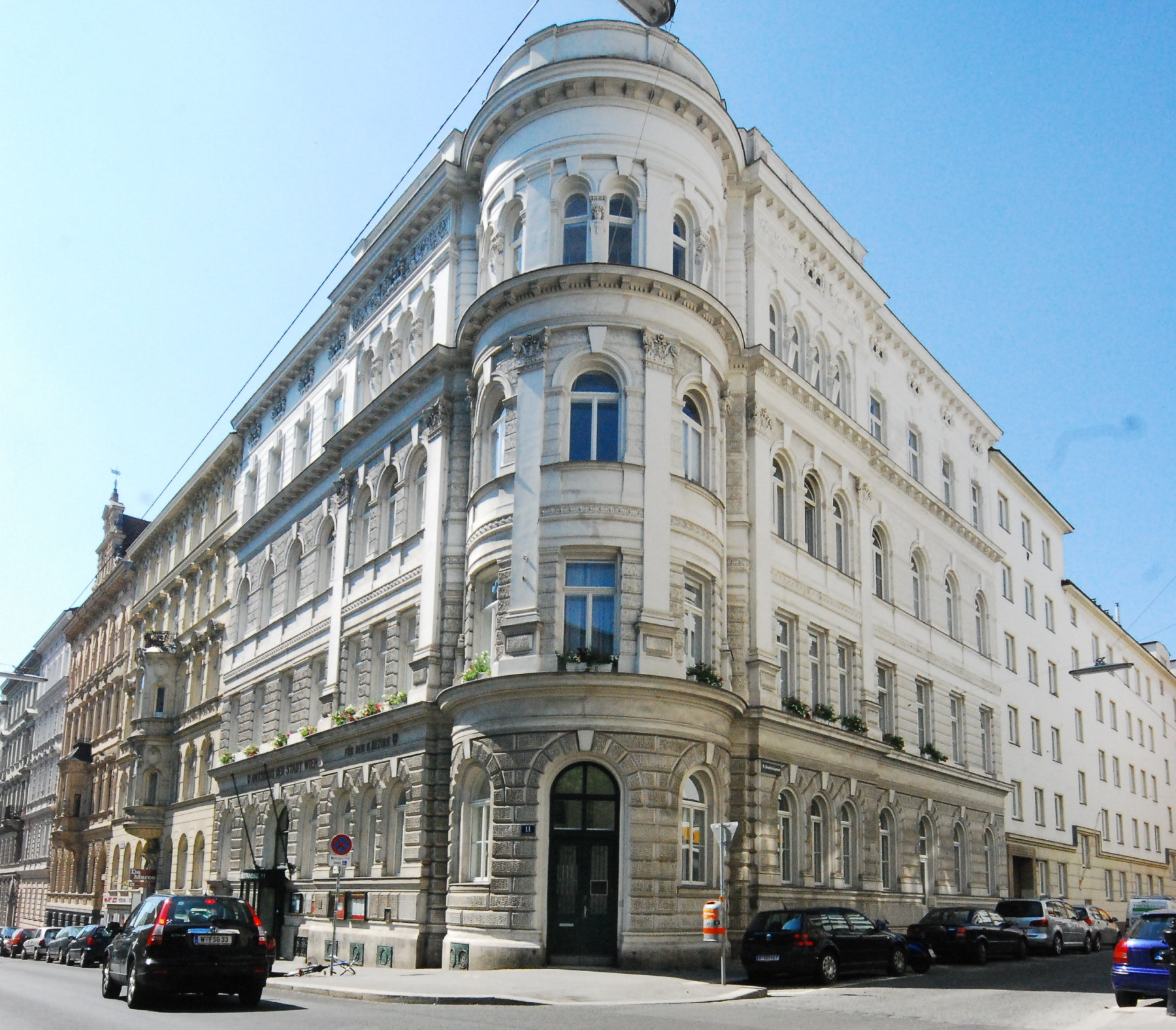
Bezirksamt
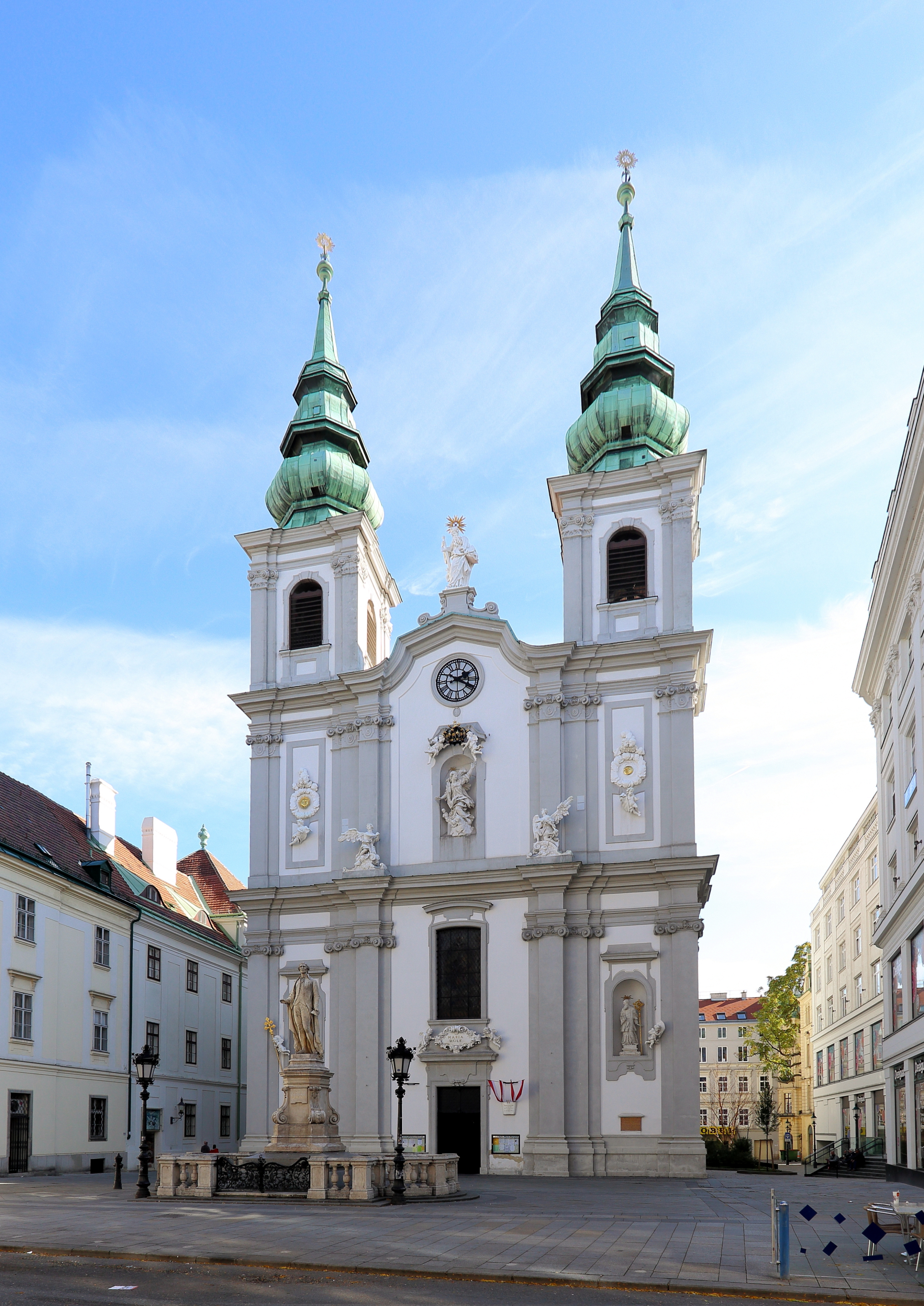
Katolikus Maria Hilf templom
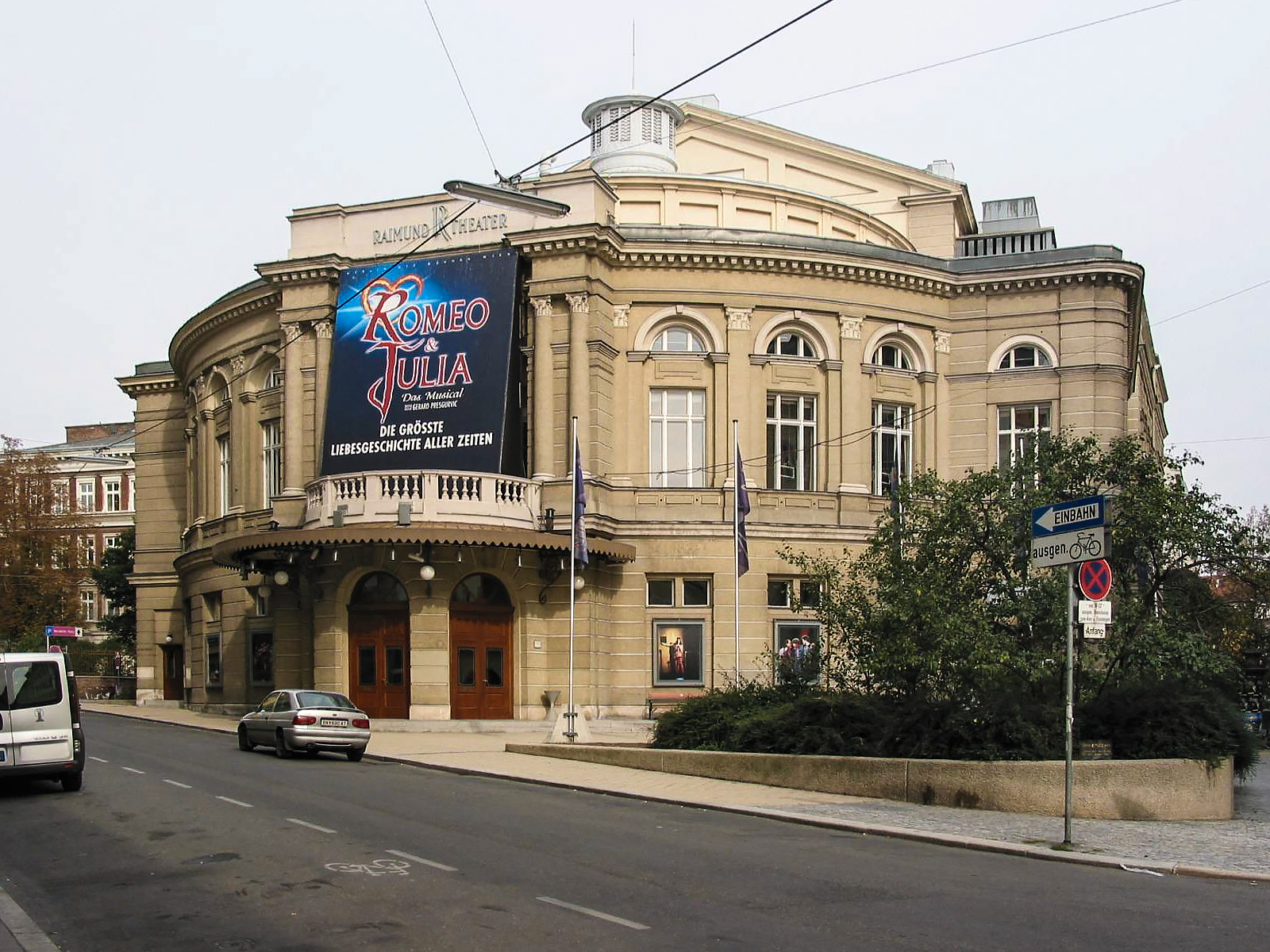
Raimundtheater
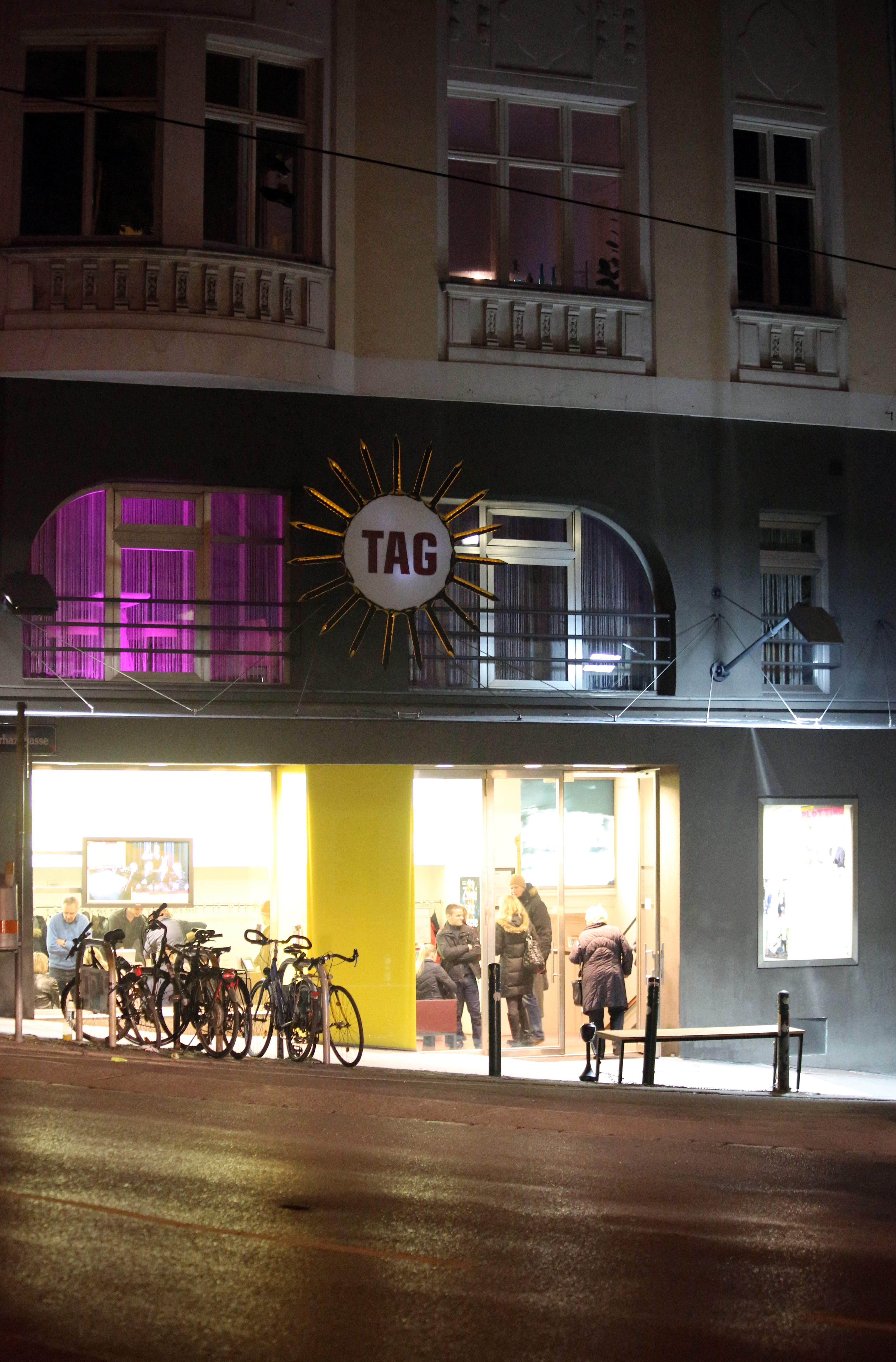
Theater an der Gumpendorfer Straße (TAG)
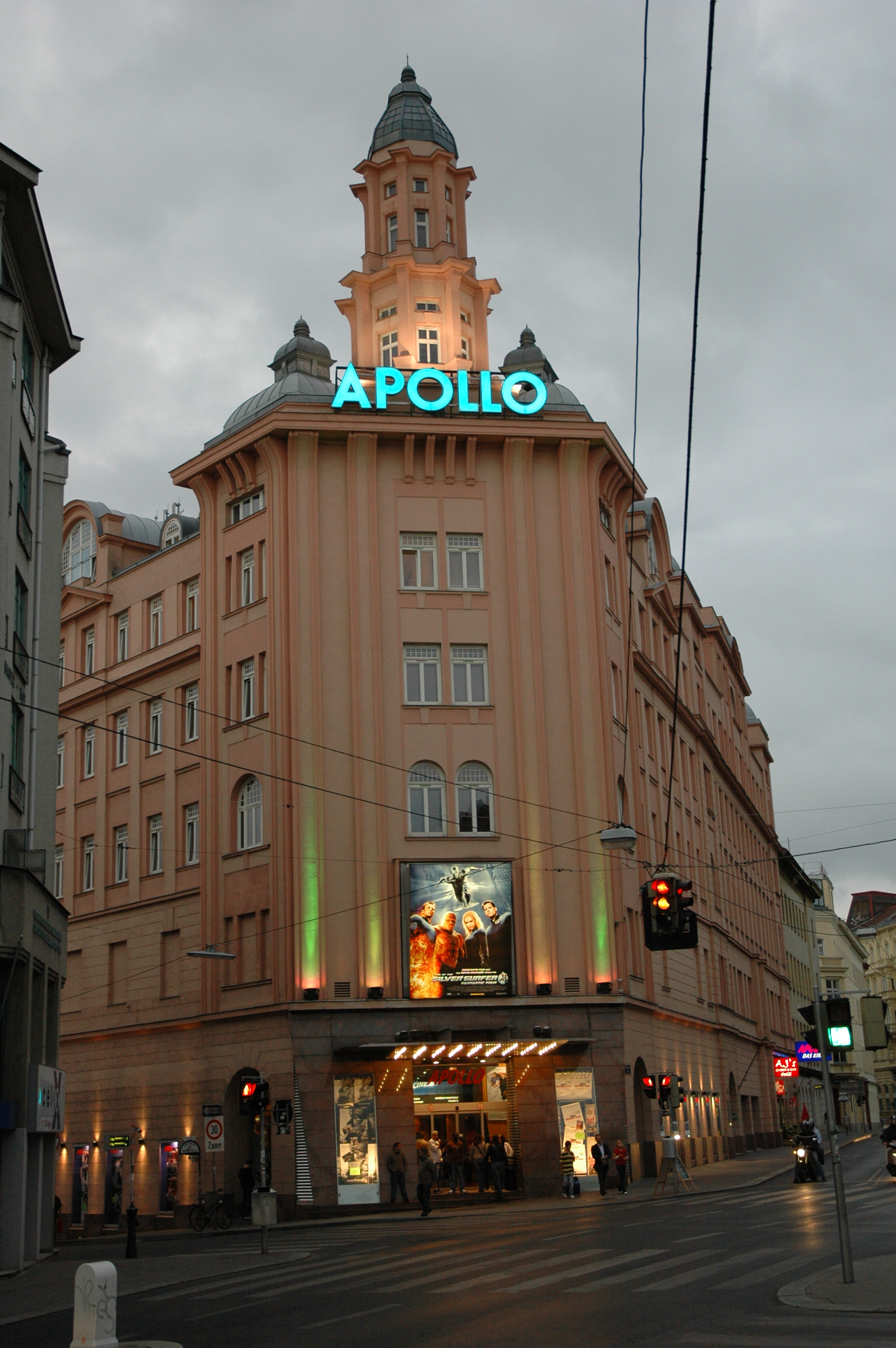
Apollo mozi
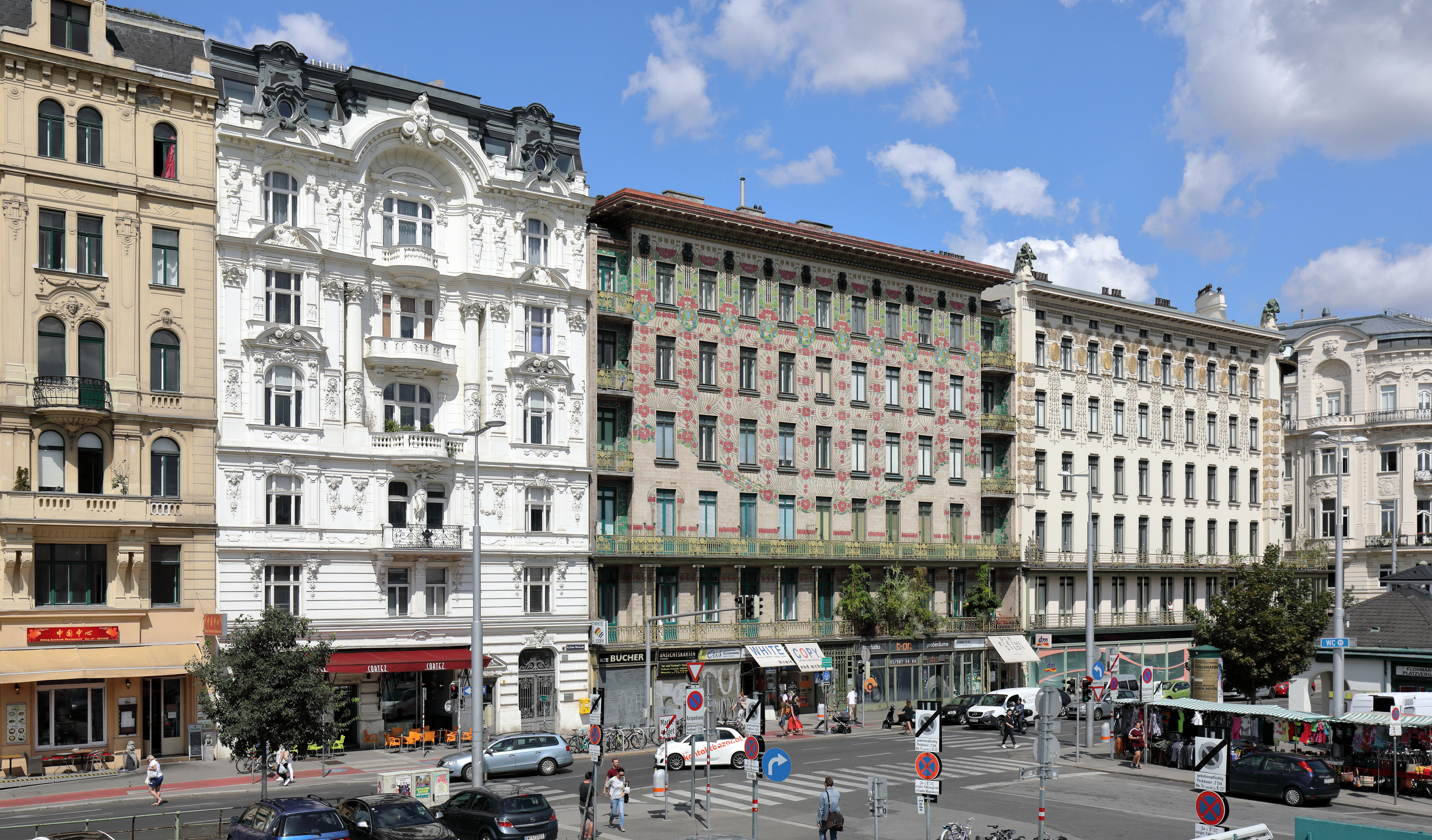
Linke Wienzeile nevű utca
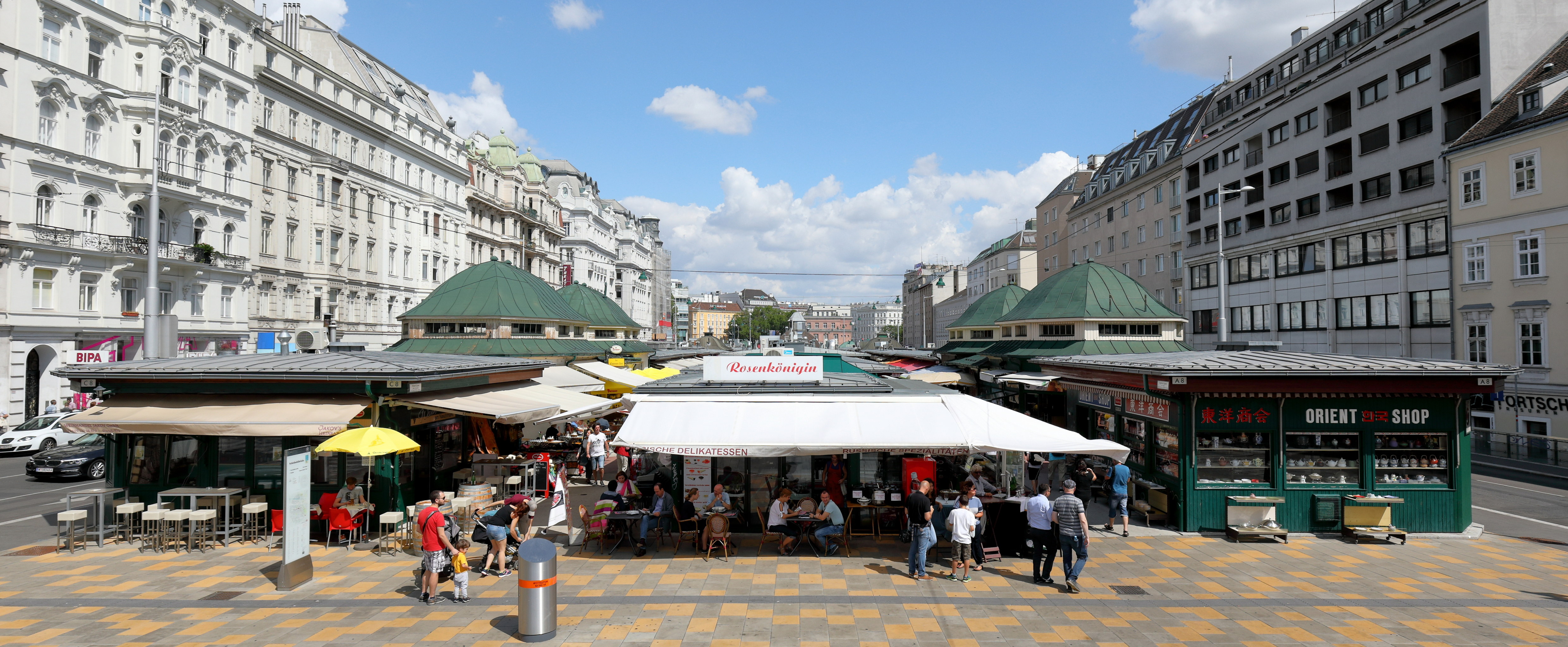
A  Naschmarkt
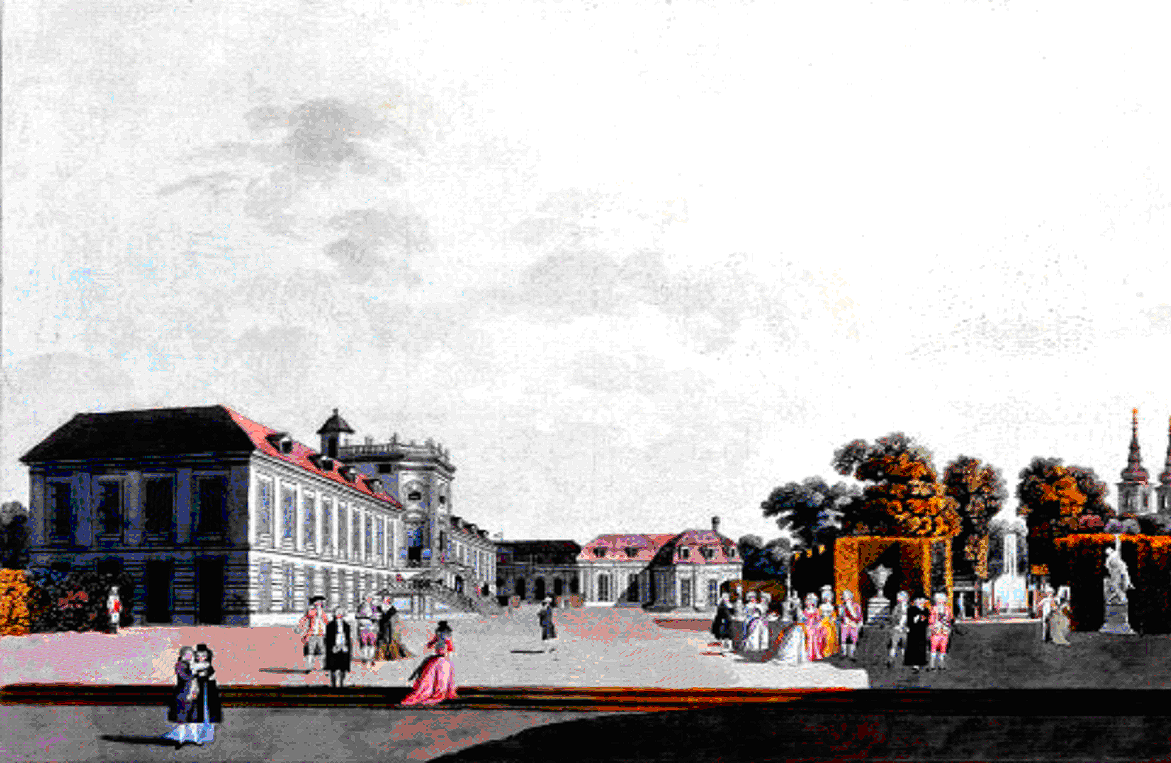
Palais Kaunitz 1780-ban
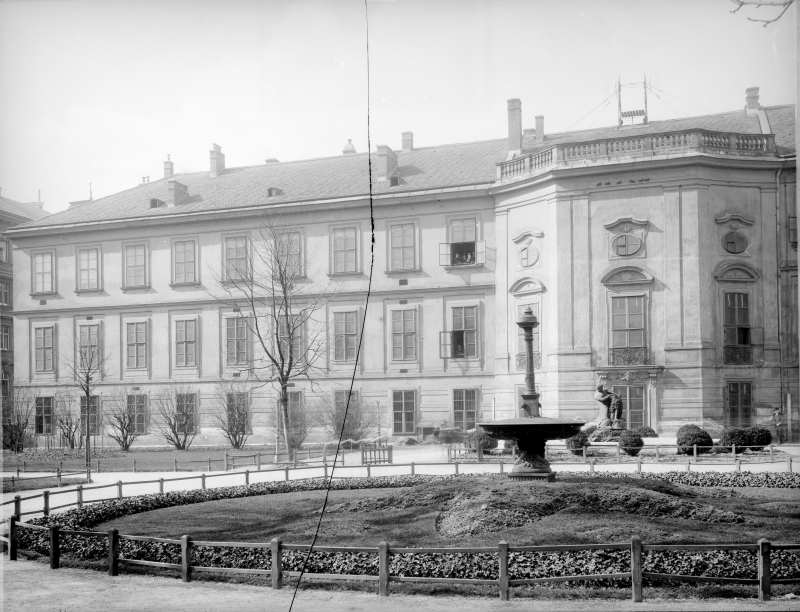
Palais Kaunitz mint iskola 1906-ban
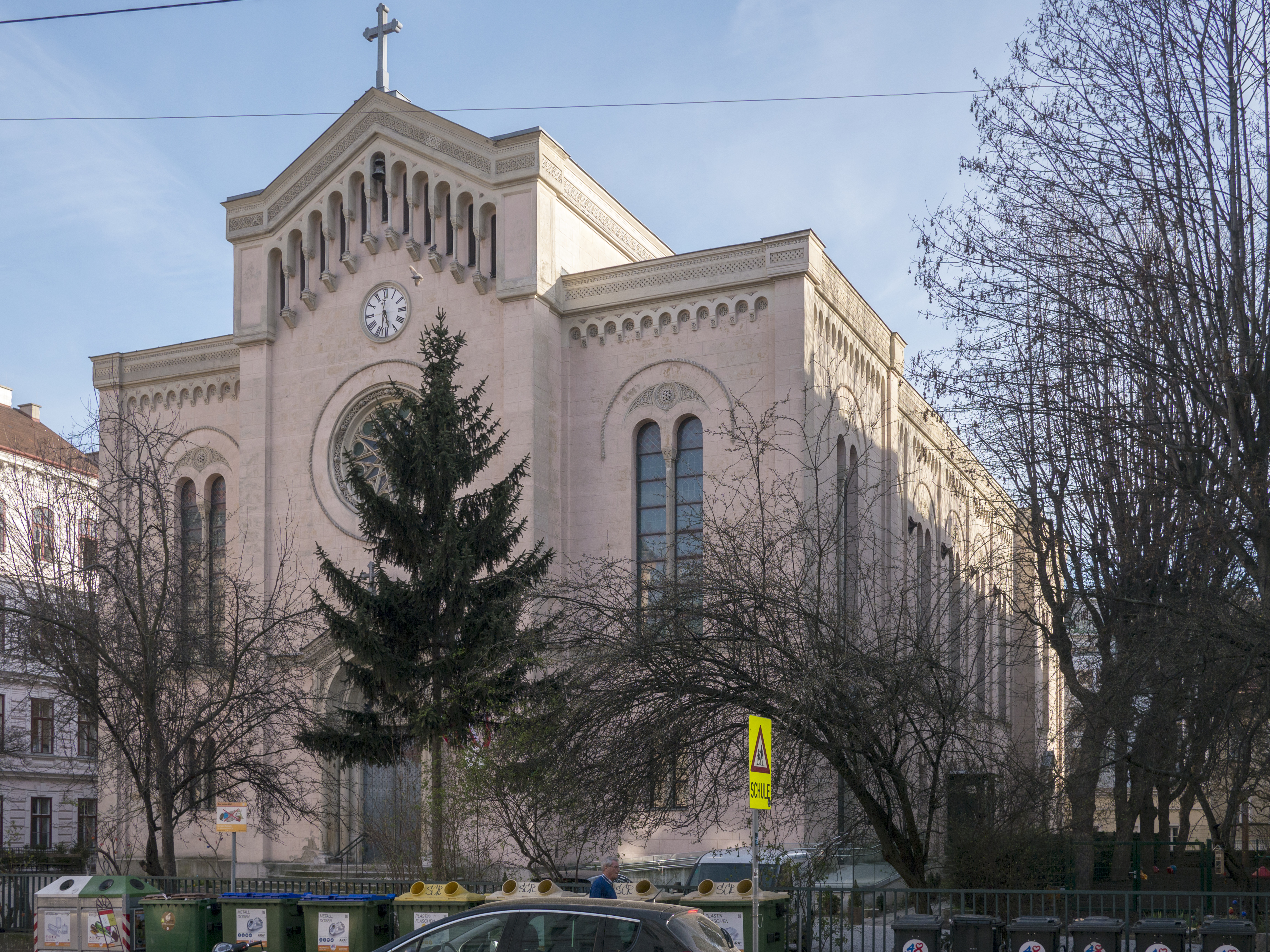
Evangélikus Gustav-Adolf-templom
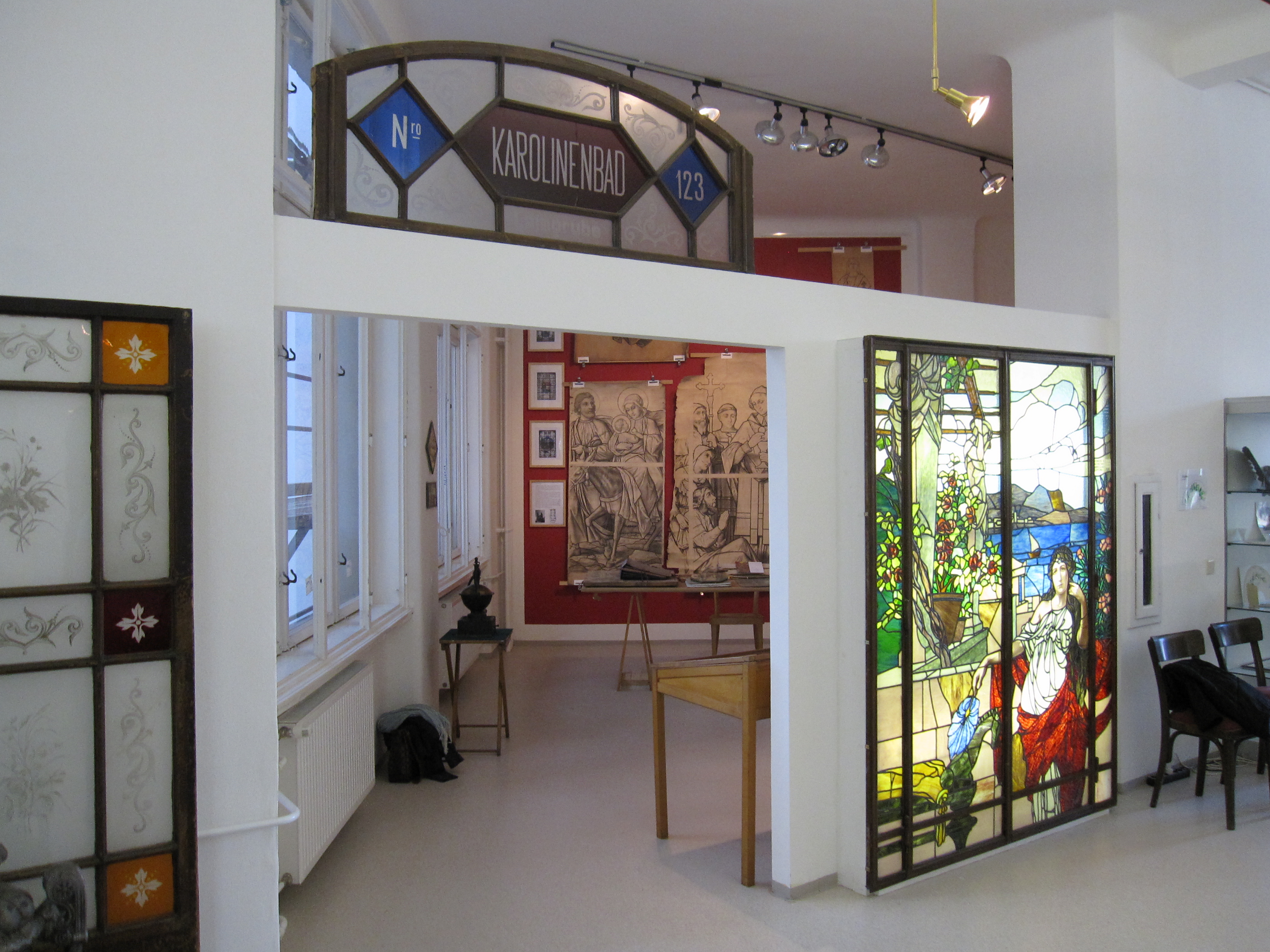
Az üvegmúzeum
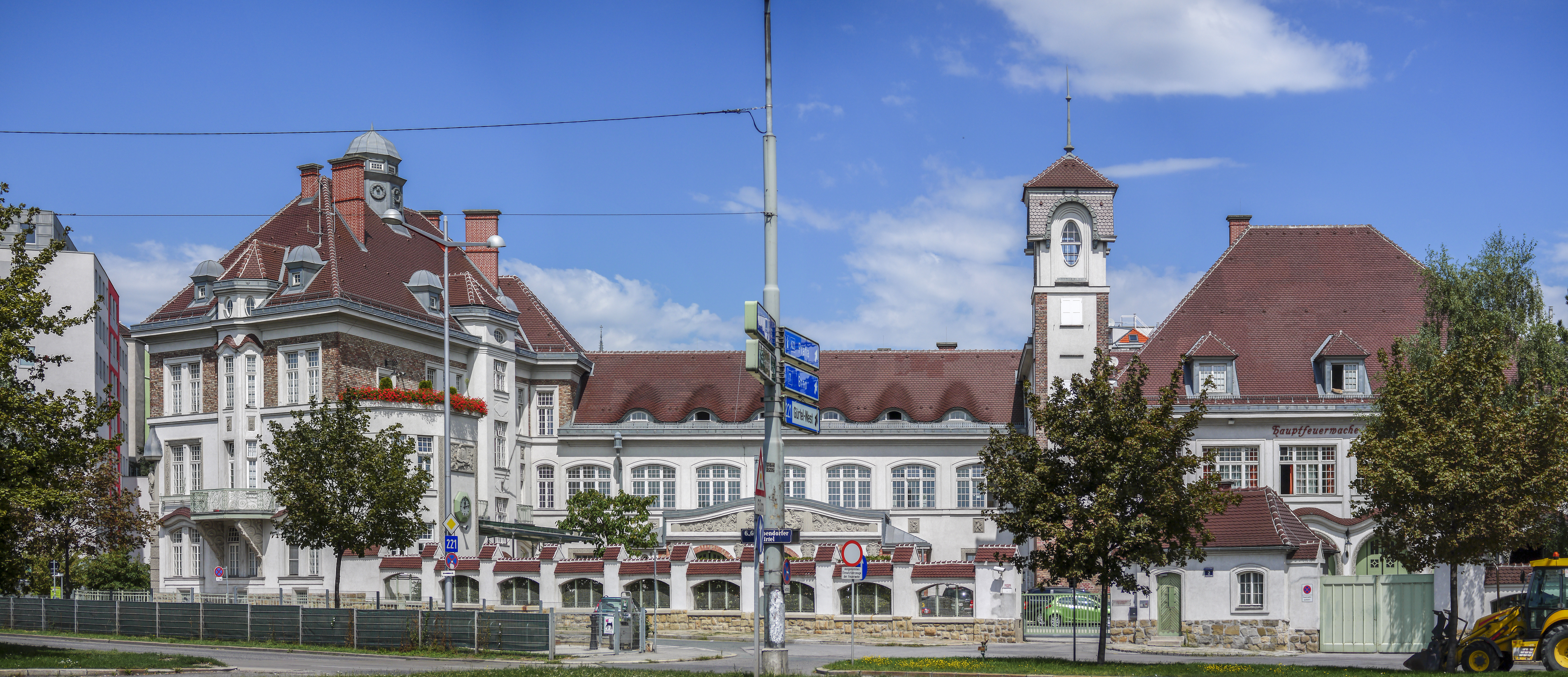
A tűzoltóság épülete

## Népesség
Népességnövekedés
forrás:: Statistik.at

## Fordítás
- Ez a szócikk részben vagy egészben  a   Mariahilf című német Wikipédia-szócikk fordításán alapul.  Az eredeti cikk szerkesztőit annak laptörténete sorolja fel. Ez a jelzés csupán a megfogalmazás eredetét és a szerzői jogokat jelzi, nem szolgál a cikkben szereplő információk forrásmegjelöléseként.